# 茨沃爾弗科格爾山 (托特斯山脈)

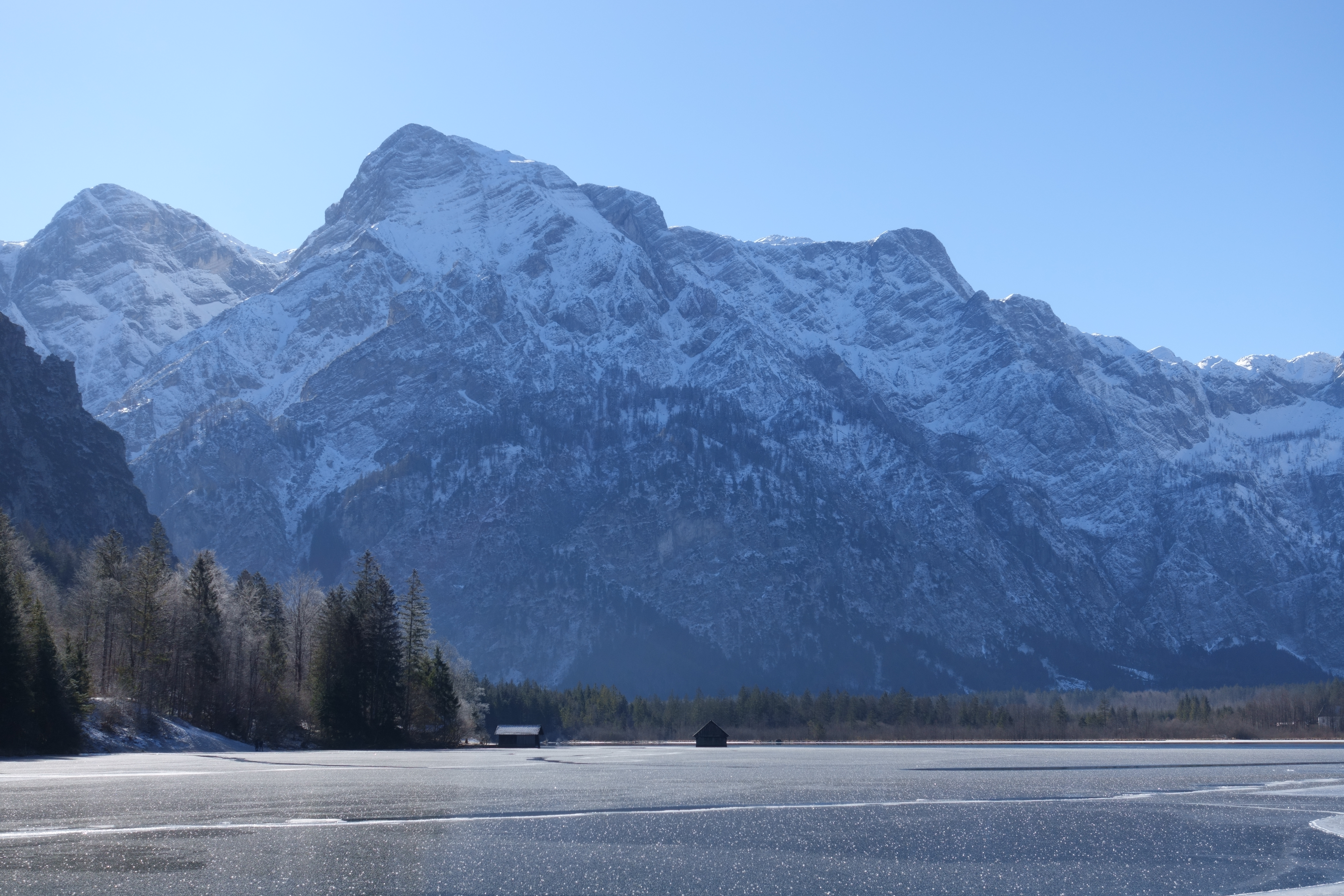

47°42′34″N 13°57′6″E / 47.70944°N 13.95167°E
茨沃爾弗科格爾山（德語：Zwölferkogel），是奧地利的山峰，位於該國東南部，由施泰爾馬克州負責管轄，屬於托特斯山脈的一部分，距離羅特格希爾山3.3公里，海拔高度2,099米，每年平均降雨量1,475毫米。